# سیرلا برزیل
سیرلا برزیل (انگلیسی: Cyrela Brazil) شرکت املاک برزیلی است، که در سال ۱۹۶۲ تأسیس شد.